# الی فروچارت
الی فروچارت (انگلیسی: Élie Fruchart; ۸ ژوئیهٔ ۱۹۲۲ – ۱ ژوئیهٔ ۲۰۰۳) بازیکن فوتبال اهل فرانسه بود.